# Big Thing (Duran Duran-album)
A Big Thing a brit Duran Duran ötödik stúdióalbuma, ami 1988-ban jelent meg világszerte. Angliában 15., míg Amerikában 24. helyet érte el a slágerlistákon.
CD-n újra kiadták 1994-ben egy újabb számmal, majd 2010-ben harmadszorra is egy három lemezes díszdobozként.

## Háttér
1988-ban a zeneipar változásokon ment keresztül. A new wave és a szintipop egyre inkább vesztett a népszerűségéből és egyre inkább dance-központú lett. A Big Thing-gel szerettek volna ebbe ők is betörni. 
A Big Thing az ellentétek albuma volt. Míg az album nagy része a house-dance zene alapú volt, több szám (Land, Palomino, Do You Believe in Shame?) visszatért a régebbi stílushoz és hasonlított a Save a Prayerre vagy a Seventh Strangerre.
Az albumon van két rövid szám az Interlude One és a Flute Interlude, amik kísérletibb volt, mint bármi, amit eddig csinált az együttes. Az ilyen rövid instrumentális részleteket az együttes többször is megismételte a későbbiekben, többek között a Duran Duran (1993), a Pop Trash (2000), és az All You Need Is Now (2011) albumokon is.
Az album első két kislemeze nagyon sikeresen teljesített, de a harmadik (a Do You Believe in Shame?, ami csak harmincadik lett az Egyesült Királyságban) minden esélyét kizárta, hogy lesz egy negyedik kislemez is az albumról.

### Warren Cuccurullo
A gitáros Warren Cuccurullo a Notorious (1986) album munkálataiban kezdett dolgozni az együttessel, Andy Taylor távozása után. Ez az album volt az első, amin végig szerepelt (ugyan még nem teljes tagként). A közreműködése végig érezhető/hallható az albumon.
Az I Don’t Want Your Love-on Chester Kamen gitározik, annak ellenére, hogy a videóklipben Cuccurullo szerepel.
Az Electric Theatre Tour turné (az album népszerűsítéséért) után lett teljes tag Sterling Campbellel együtt. Campbell ez után már csak a Liberty (1990) albumon szerepelt, Cuccurullo viszont 2001-ig az együttessel maradt. 

### Dedikáció
Az együttes karrierjében először személyes üzeneteket írt az albumra. Alex Sadkinről emlékeztek meg, aki egy autóbalesetben hunyt el, 1987-ben. Megnevezték Andy Warholt (1928-1987) és David Milest is (Le Bon gyerekkori barátja, aki az album készítése közben vesztette életét).

## Számlista

### 1988-as kiadás
Az összes dal szerzője a Duran Duran. 
| 1.    | Big Thing                        | 3:41 |
| 2.    | I Don’t Want Your Love           | 4:06 |
| 3.    | All She Wants Is                 | 4:34 |
| 4.    | Too Late Marlene                 | 5:08 |
| 5.    | Drug (It’s Just a State of Mind) | 4:36 |
| 6.    | Do You Believe in Shame?         | 4:23 |
| 7.    | Palomino                         | 5:19 |
| 8.    | Interlude One                    | 0:32 |
| 9.    | Land                             | 6:12 |
| 10.   | Flute Interlude                  | 0:32 |
| 11.   | The Edge of America              | 2:37 |
| 12.   | Lake Shore Driving               | 3:03 |
| 44:48 |                                  |      |

| 13. | Drug (It’s Just a State of Mind) (Daniel Abraham Mix) | 4:20 |

### 2010-es kiadás
| 1. CD  | 1. CD                            | 1. CD | 1. CD | 1. CD | 1. CD | 1. CD | 1. CD | 1. CD | 1. CD |
|        | Cím                              | Hossz |       |       |       |       |       |       |       |
| ------ | -------------------------------- | ----- | ----- | ----- | ----- | ----- | ----- | ----- | ----- |
| 1.     | Big Thing (Nocymb)               | 3:41  |       |       |       |       |       |       |       |
| 2.     | I Don’t Want Your Love           | 4:06  |       |       |       |       |       |       |       |
| 3.     | All She Wants Is                 | 4:34  |       |       |       |       |       |       |       |
| 4.     | Too Late Marlene                 | 5:08  |       |       |       |       |       |       |       |
| 5.     | Drug (It’s Just a State of Mind) | 4:18  |       |       |       |       |       |       |       |
| 6.     | Do You Believe in Shame?         | 4:23  |       |       |       |       |       |       |       |
| 7.     | Palomino                         | 5:19  |       |       |       |       |       |       |       |
| 8.     | Interlude One                    | 0:32  |       |       |       |       |       |       |       |
| 9.     | Land                             | 6:12  |       |       |       |       |       |       |       |
| 10.    | Flute Interlude                  | 0:32  |       |       |       |       |       |       |       |
| 11.    | The Edge of America              | 2:37  |       |       |       |       |       |       |       |
| 12.    | Lake Shore Driving               | 3:03  |       |       |       |       |       |       |       |
| 106:00 |                                  |       |       |       |       |       |       |       |       |

| 1. | I Don’t Want Your Love (7" mix)             | 3:47 |
| 2. | All She Wants Is (45 mix)                   | 4:36 |
| 3. | I Believe/All I Need to Know (full version) | 6:21 |
| 4. | The Krush Brothers LSD Edit                 | 3:30 |
| 5. | God (London)                                | 1:40 |
| 6. | This Is How a Road Gets Made                | 0:47 |
| 7. | Palomino (Edit)                             | 3:30 |
| 8. | Drug (It’s Just a State of Mind) (Remix)    | 4:36 |
| 9. | Big Thing (7" mix)                          | 3:53 |

| 10. | I Don’t Want Your Love (Big Mix) | 7:24 |
| 11. | All She Wants Is (US Master Mix) | 7:19 |
| 12. | Big Thing (12" Mix)              | 6:40 |
| 13. | All She Wants Is (Eurohouse Mix) | 7:34 |

| 1.  | Introduction/God                               | 1:57 |
| 2.  | Big Thing                                      | 4:10 |
| 3.  | I Don’t Want Your Love                         | 4:48 |
| 4.  | Hungry Like the Wolf                           | 4:28 |
| 5.  | Do You Believe in Shame?                       | 4:39 |
| 6.  | All She Wants Is/Planet Earth                  | 5:47 |
| 7.  | This Is How a Road Gets Made/Winter Marches On | 4:20 |
| 8.  | Palomino                                       | 5:47 |
| 9.  | Too Late Marlene                               | 5:52 |
| 10. | Girls on Film                                  | 3:43 |
| 11. | Notorious                                      | 4:54 |
| 12. | Skin Trade                                     | 5:58 |
| 13. | Is There Something I Should Know?              | 4:56 |
| 14. | The Wild Boys/Drug                             | 8:02 |
| 15. | Band Introduction/Save a Prayer                | 7:48 |
| 16. | The Reflex                                     | 4:03 |
| 17. | Rio                                            | 3:41 |
| 18. | The Edge of America                            | 9:42 |

| 19. | I Don’t Want Your Love   |  |
| 20. | All She Wants Is         |  |
| 21. | Do You Believe in Shame? |  |

## Kislemezek
| Év   | Cím                     | Slágerlisták | Slágerlisták |
| Év   | Cím                     | UK           | US           |
| ---- | ----------------------- | ------------ | ------------ |
| 1988 | I Don’t Want Your Love  | 14           | 4            |
| 1989 | All She Wants Is        | 9            | 22           |
| 1989 | Do You Believe in Shame | 30           | 72           |

| Cím                        | Jegyzet                          |
| -------------------------- | -------------------------------- |
| Official Bootleg: LSD Edit | The Krush Brothers-ként          |
| Big Thing                  | Egyesült Királyságban, Mexikóban |
| Too Late Marlene"          | Brazíliában                      |

## Előadók

### Duran Duran
- Simon Le Bon – ének
- Nick Rhodes – billentyűk
- John Taylor – basszusgitár

### Egyéb előadók
- Warren Cuccurullo – gitárok (1, 4, 6, 9, 11, 12)
- Steve Ferrone – dobok (1, 2, 4, 6, 9)
- Chester Kamen – gitárok (2, 3)

### Egyéb
- Jonathan Elias – producer
- Daniel Abraham – producer és keverő
- Ted Jensen – maszterelés

## Slágerlisták
| Slágerlista (1988)                           | Legmagasabb pozíció |
| -------------------------------------------- | ------------------- |
| Ausztrália (ARIA Top 50 Albums)              | 46                  |
| USA Billboard 200                            | 24                  |
| Egyesült Királyság (UK Albums Chart)         | 15                  |
| Európa (Music & Media)                       | 29                  |
| Hollandia (Dutch Charts Album Top 100)       | 77                  |
| Japán (Oricon)                               | 9                   |
| Kanada (RPM Albums and CDs)                  | 21                  |
| Kanada (The Record)                          | 29                  |
| Németország (Offizielle Top 100)             | 31                  |
| Olaszország (Musica e dischi)                | 5                   |
| Svédország (Sverigetopplistan Top 60 Albums) | 27                  |
| Svájc (Schweizer Hitparade Top 100 Albums)   | 19                  |
| Új-Zéland (Recorded Music NZ Top 40 Albums)  | 34                  |

| Slágerlista (2024)    | Legmagasabb pozíció |
| --------------------- | ------------------- |
| Magyarország (Mahasz) | 9                   |

| Év   | Slágerlista      | Legmagasabb pozíció |
| ---- | ---------------- | ------------------- |
| 1988 | US Billboard 200 | 83                  |

## Minősítések
| Régió                    | Minősítés | Darabszám |
| ------------------------ | --------- | --------- |
| Egyesült Államok (RIAA)  | Arany     | 500 000   |
| Egyesült Királyság (BPI) | Ezüst     | 60 000    |

## Kiadások
A Discogs adatai alapján.
| Régió                     | Év   | Formátum        | Kiadó                |
| ------------------------- | ---- | --------------- | -------------------- |
| Világszerte               | 1988 | CD, LP          | EMI/Parlophone       |
| Egyesült Államok          | 1988 | CD, LP          | Capitol Records      |
| Világszerte               | 1988 | Kazetta, LP     | EMI/Parlophone       |
| Egyesült Államok          | 1988 | Kazetta, LP     | Capitol Records      |
| Jugoszlávia               | 1988 | Kazetta, LP     | Jugoton              |
| Magyarország              | 1988 | Kazetta, LP     | Hungaroton           |
| Japán, Dél-Korea          | 1989 | CD, LP, EP      | EMI, Capitol Records |
| India                     | 1990 | LP, RE          | His Master's Voice   |
| Európa                    | 1993 | CD, LP, RE      | Parlophone           |
| Európa                    | 1997 | CD, LP, RE      | Disky                |
| Egyesült Királyság, Japán | 1997 | CD, LP, RE      | Parlophone           |
| Tajvan                    | 2003 | CD, LP, RE      | EMI                  |
| Világszerte               | 2010 | CD, LP, RE, DVD | EMI                  |
| Japán                     | 2014 | CD, LP, RE      | Parlophone           |
| Európa                    | 2015 | CD, LP, RE      | Parlophone           |

## Fordítás
Ez a szócikk részben vagy egészben  a   Big Thing (Duran Duran album) című angol Wikipédia-szócikk ezen változatának fordításán alapul.  Az eredeti cikk szerkesztőit annak laptörténete sorolja fel. Ez a jelzés csupán a megfogalmazás eredetét és a szerzői jogokat jelzi, nem szolgál a cikkben szereplő információk forrásmegjelöléseként.